# Gnophos dinica
Gnophos dinica là một loài bướm đêm trong họ Geometridae.